# Nationale Assemblee Koerdistan
De Nationale Assemblee Koerdistan is een organisatie in Syrië die streeft naar vrede, democratie en een federaal systeem in Syrië, waardoor de sociale en politieke positie van Koerden in Syrië verbeterd kan worden. De Assemblee wil een politiek systeem invoeren dat sterk verwant is aan het bestuur in de Verenigde Staten: een federale, democratische republiek.
De Assemblee vindt de volgende punten cruciaal voor vrijheid en democratie:
- Individuele vrijheid
- Een democratisch proces
- Een federaal systeem
- Rechten voor etnische, religieuze en irreligieuze minderheden
- Geen "monopolie" door etnische of religieuze groepen
- Vrijheid van godsdienst
- verdeling van machten
- Scheiding van godsdienst en staat
- Militaire neutraliteit
- Gelijkheid van mannen en vrouwen